# Gerhard Dörfler
Gerhard Dörfler (født 29. maj 1955 i Deutsch-Griffen i Kärnten) er en østrigsk politiker (BZÖ). Han blev den 23. oktober 2008 valgt til delstatsformand i delstaten Kärnten, efter at hans forgænger, partifællen Jörg Haider, omkom i en bilulykke. Han var fra 2004 til Haiders død vicedelstatsformand i Jörg Haiders tredje regering.
Gerhard Dörfler uddannede sig i 1970 til bankfunktionær, og arbejdede fra 1976 til 1985 som filialleder i Volksbank Ossiach. Fra 1985 til 1998 var han forretningsfører for bryggeriet Villacher Brauereis depot i Feldkirchen. Fra 1999 til 2001 var han direktør for bryggeriet Schleppe Brauerei i Klagenfurt.
I Jörg Haiders tredje regering (fra 2004) blev Dörfler udnævnt til minister og vicedelstatsformand, og fik ansvaret for turisme, samfærdsel og familie.
Da Jörg Haider omkom i en bilulykke 11. oktober 2008 overtog han som fungerende delstatsformand. 23. oktober samme år blev han valgt til delstatsformand af Kärntens landdag, med 19 af 36 stemmer.